# Karl Johan Lund
Karl Johan Lund, född 13 december 1844 i Kristinestad, död 9 februari 1904 i Sotkamo, var en finländsk domare.
Lund, som var son till köpman Anders Johan Lund och Josefina Elisabet Hägglund, blev student vid Vasa gymnasium 1864, avlade domarexamen vid Helsingfors universitet 1871 och blev vicehäradshövding 1874. Han var borgmästare i Kristinestad stad 1881–1892 och häradshövding i Kajana domsaga från 1892 till sin död. Han var ledamot av Finlands lantdagar. Han ingick 1876 äktenskap med Matilda Hanna Roschier.